# NGC 1460
NGC 1460 (również PGC 13805) – galaktyka soczewkowata (SB0), znajdująca się w gwiazdozbiorze Erydanu. Została odkryta 28 listopada 1837 roku przez Johna Herschela. Galaktyka ta należy do gromady w Piecu.